# Meister der Washingtoner Marienkrönung

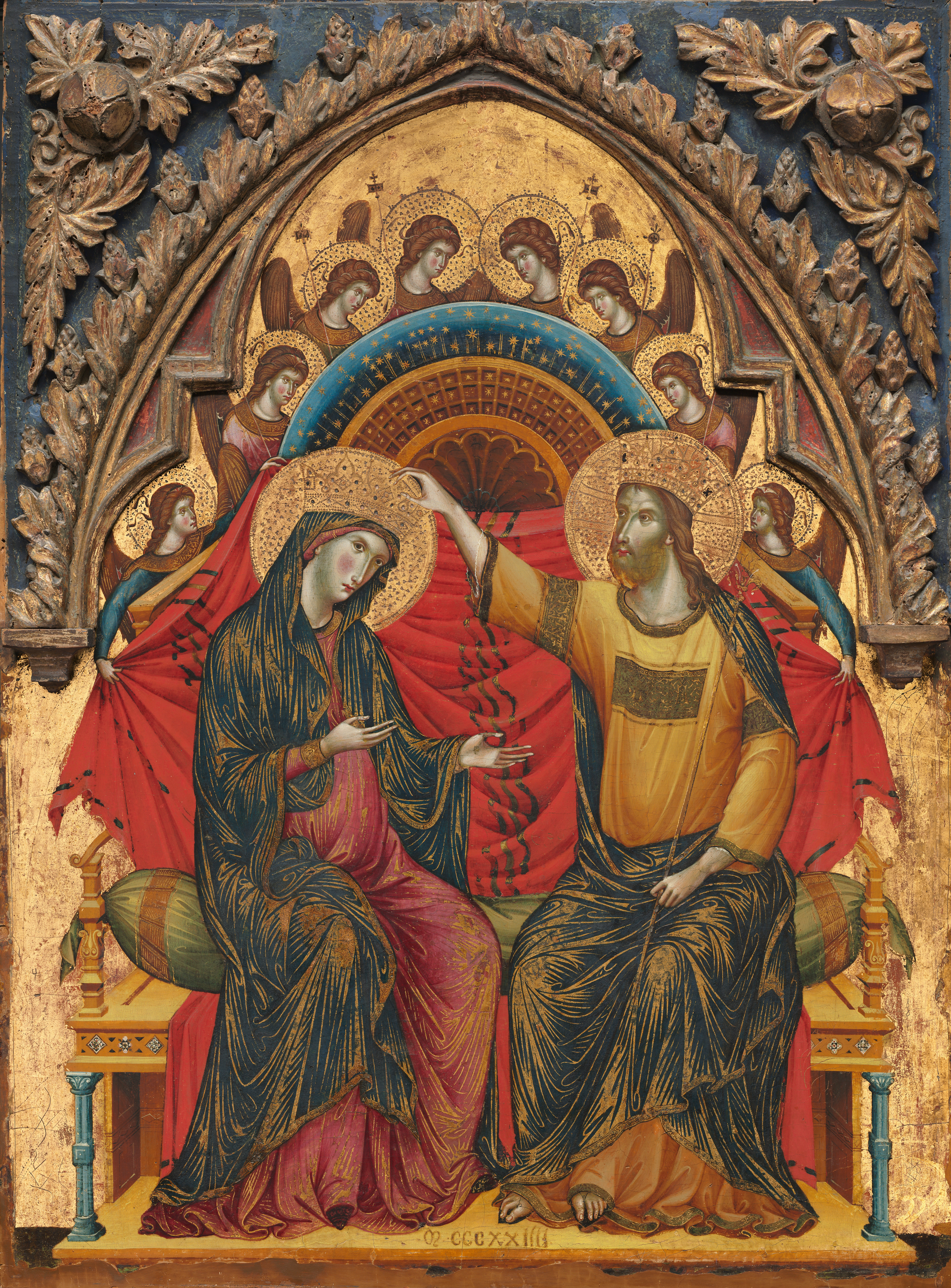
Marienkrönung von Washington (Coronation of the Virgin), Venedig, um 1325. The National Gallery of Art, Washington, D.C.

Als Meister der Washingtoner Marienkrönung (englisch: Master of the Washington Coronation) wird ein selbst in der Kunstgeschichte wenig bekannter italienischer Maler des Mittelalters benannt. Der namentlich nicht bekannte Künstler war wohl um 1324 in Venedig tätig. Er ist nach dem von ihm geschaffenen Bild einer Marienkrönung benannt, das sich heute in der National Gallery of Art in Washington befindet.

## Identifizierung mit Paolo Veneziano
Die Washingtoner Marienkrönung (Washington Coronation) wird von der National Gallery of Art selbst als ein Werk des Paolo Veneziano bezeichnet, jedoch sehen andere Kunstexperten in der Malweise des Werkes eine eigenständige andere Maltechnik und nehmen es aus dem Werkverzeichnis dieses venetianischen Malers heraus. Verschiedene andere Namen werden aufgrund von Dokumentenstudien zur Auflösung des Notnamens des Meisters der Marienkrönung von Washington vorgeschlagen, darunter Marco di Martino da Venezia, Bruder von Paolo Veneziano oder auch Martino, Vater dieser beiden Maler. Von Marco oder Martino sind keinerlei Bilder nachweisbar.

## Stil
Der Stil der Washingtoner Marienkrönung (Washington Coronation) steht einem byzantinischen Malstil und dessen Ikonographie nahe, zeigt aber auch eine dynamische Weiterentwicklung dieses allgemein starreren und formelhafteren Stils durch Maler wie den Meister der Marienkrönung von Washington.

## Weitere Werke
Von Zeit zu Zeit werden Bilder gefunden, deren stilistische Merkmale sie als möglicherweise weitere Werke des Meisters der Marienkrönung von Washington erscheinen lassen. Solche Zuordnungen bleiben aber umstritten.